# STS-1
STS-1 (englisch Space Transportation System) ist die Missionsbezeichnung für den ersten Flug des US-amerikanischen Space Shuttles Columbia (OV-102) der NASA. Der Start erfolgte am 12. April 1981. Es war der erste Weltraumflug eines wiederverwendbaren Raumfahrzeugs.

## Mannschaft
- John Young (5. Raumflug), Kommandant
- Robert Crippen (1. Raumflug), Pilot

### Ersatzmannschaft
- Joe Engle, Kommandant
- Richard Truly, Pilot

## Missionsüberblick
Das Hauptziel des Fluges war die Überprüfung der gesamten Flugsysteme. Diesen Test bestand die Columbia hervorragend. Im Gegensatz zu vorhergehenden bemannten Raumfahrtprojekten wie zum Beispiel Mercury, Gemini und Apollo, bei denen mindestens ein unbemannter Testflug durchgeführt wurde, hatte man beim Space Shuttle darauf verzichtet. Zwar wurden viele Systeme zuvor einzeln überprüft, aber es gab keinen Flug, bei dem das Zusammenspiel aller Systeme getestet wurde. So stellte dieser erste Space-Shuttle-Flug ein Novum in der bemannten Raumfahrt dar und bedeutete gleichzeitig ein erhöhtes Risiko.
Es war der fünfte Raumflug für den Kommandanten John Young, der als erster Raumfahrer diese Marke erreichte.
Die einzige Nutzlast der Mission war ein Flugüberwachungssystem DFI (Development Flight Instrumentation), bestehend aus Sensoren und Messinstrumenten, um Daten über alle entscheidenden Flugabschnitte aufzuzeichnen.
Nur bei STS-1 und STS-2 war der Außentank weiß lackiert. Um Gewicht einzusparen, verzichtete die NASA ab STS-3 darauf. Die rostbraune Färbung, die man ab 1982 sieht, stammt vom aufgespritzten Isolierschaum.
Die NASA bezeichnet STS-1 noch heute als den „kühnsten Testflug der Geschichte“ („the boldest test flight in history“).

## Vorbereitungen

### Auslieferung eines halbfertigen Orbiters

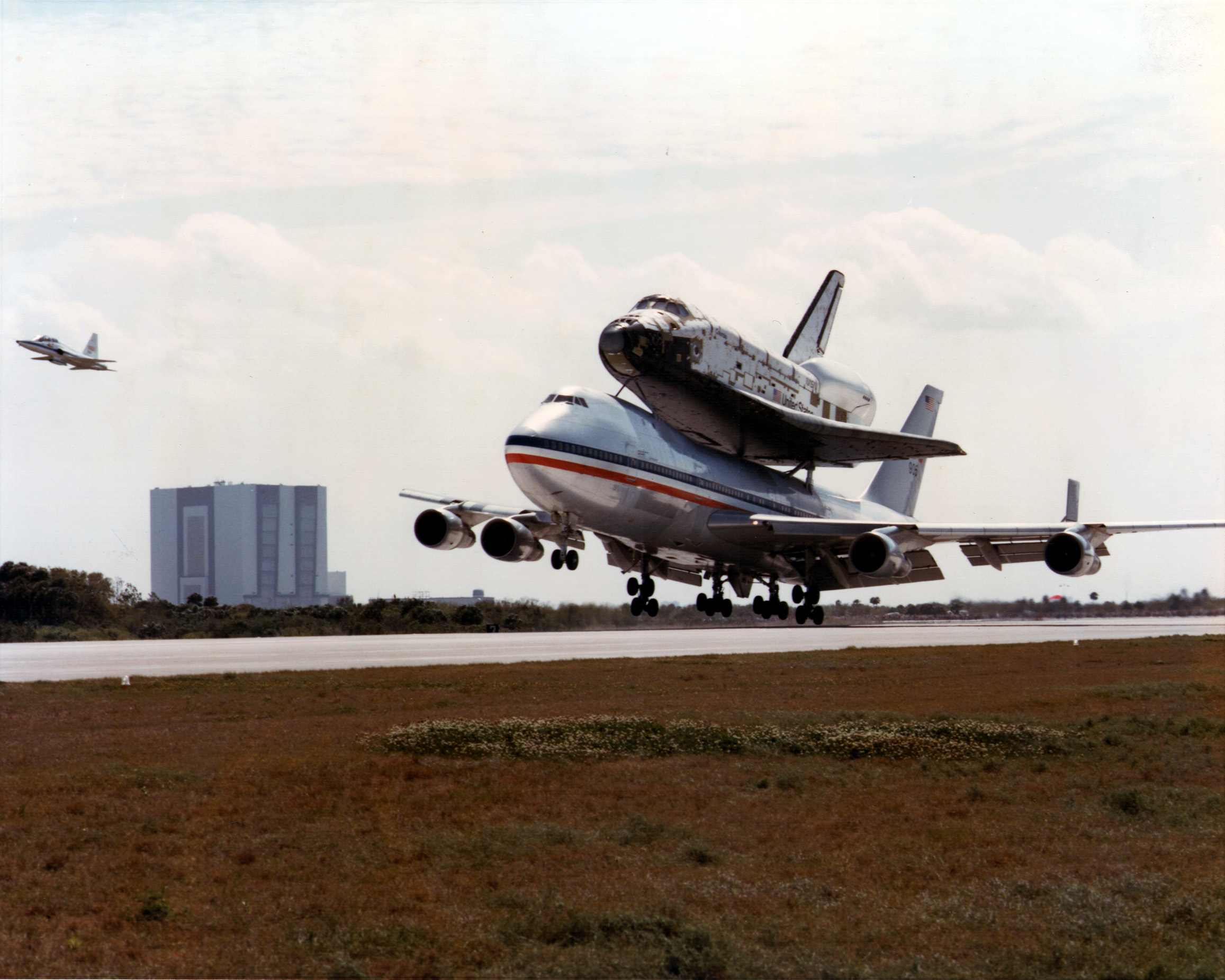
Die halbfertige Columbia erreicht das Kennedy Space Center

Am 24. März 1979 traf die Columbia, vom Hersteller kommend, am Kennedy Space Center (KSC) ein. Der Transport erfolgte auf dem Rücken des Shuttle Carrier Aircraft, einer umgebauten Boeing 747. Rockwell International hatte den Orbiter in den zurückliegenden vier Jahren in seinen Werkshallen in Kalifornien gebaut. Am nächsten Tag wurde die Columbia in die OPF-Fertigungshalle (Orbiter Processing Facility) überführt, wo sie auf ihren Jungfernflug vorbereitet wurde.
Wegen Problemen im Fertigungsprozess wurde die Fähre mit einem nur halbfertigen Hitzeschild ausgeliefert. Dieser bedeckt die gesamte Unterseite des Orbiters und schützt ihn während des Wiedereintritts vor den extremen Temperaturen. Rund 8.000 der insgesamt 31.000 Kacheln fehlten. Um parallel zu den Arbeiten am Schild die Columbia für den Jungfernflug vorzubereiten, wurde entschieden, die Hitzeschutzkacheln in Florida anzubringen. Für die Überführung wurden 5.000 Dummykacheln montiert, um ein Abreißen der echten Kacheln durch Luftwirbel zu verhindern. Vor dem Überführungsflug („Ferry Flight“) führte das Flugzeug-Orbiter-Gespann einen kurzen Testflug durch. Außerdem wurde die Belastungs- und Haftfähigkeit der Kachelattrappen an einer T-38-Maschine überprüft.
Während des Überlandflugs fielen trotzdem einige Kunststoffdummys ab. Dadurch wurden echte Hitzeschutzkacheln beschädigt oder sogar ebenfalls abgerissen. Hinzu kam, dass der verwendete Kleber ein Abtrennen der Attrappen vom Orbiter schwieriger machte als erwartet. Insgesamt mussten, neben dem Lösen der Dummykacheln, fast 11.000 Kacheln in Florida nachgeklebt werden.
Die Arbeiten an den Kacheln kamen nur schleppend voran, obwohl eigens mehrere hundert Rockwell-Mitarbeiter zum Kennedy Space Center abgestellt worden waren. Außerdem mussten noch wichtige Komponenten angeliefert und in die Raumfähre integriert werden. So war die Columbia der NASA ohne Haupttriebwerke und ohne OMS-Triebwerke übergeben worden. Diese wurden noch ausgiebigen Belastungs- und Kalibrierungstests unterzogen. Auch mussten noch über tausend Messwertgeber an der Fähre angebracht werden, die wichtige Parameter über deren Zustand während des Erstflugs übermitteln sollten. Insgesamt waren auf den Arbeitsplänen mehr als hundert größere Punkte offen, als die Columbia Florida erreichte.
Diese Verzögerungen und Probleme mit den Zulieferbetrieben sowie die falsche Finanzplanung bei der NASA ließen das anvisierte Startdatum immer weiter nach hinten rutschen: zunächst wurde als Planungsdatum von STS-1 der März 1979 genannt, als die Raumfähre die Werkshallen verließ, war der Start für den 9. November 1979 vorgesehen.

### Generalprobe mit der Enterprise
Im April 1979 flog die NASA die Testfähre Enterprise aus Alabama zum Kennedy-Raumfahrtzentrum. Mit ihr sollten die theoretischen Konzepte mit der Realität konfrontiert werden. Der offiziell „Facility Verification Vehicle“ genannte Probelauf – für die NASA-Ingenieure war es der Pathfinder-Test – sollte helfen herauszufinden, ob die hauptsächlich aus dem Apollo-Programm stammende und für das Space Shuttle umgebaute Technik wirklich wie geplant funktionieren würde. Der weltraumuntaugliche Gleiter wurde im VAB-Montagegebäude (Vehicle Assembly Building) mit Prototypen von Außentank und Feststoffraketen verbunden.
Am 1. Mai 1979 wurde erstmals ein Shuttle zur Startrampe gefahren. Dort fanden mit der Enterprise wichtige Tests statt, um die Tauglichkeit der Modifikationen unter Beweis zu stellen: Passten die Zugangsebenen des Startturms genau? Reichte der weiße Raum, über den die Astronauten die Raumfähre betreten, an die Einstiegsluke heran? Konnte die RSS-Arbeitsbühne (Rotating Service Structure) problemlos an den Orbiter herangeschwenkt werden? Auch die Treibstoffzufuhr wurde getestet, indem Flüssigwasserstoff und -sauerstoff aus den Vorratstanks über die Leitungen zur Startplattform gepumpt wurden. Nach der fast drei Monate währenden Generalprobe der Rampenanlagen wurde die Shuttle-Konfiguration im VAB wieder demontiert und die Enterprise zur Luftwaffenbasis Edwards nach Kalifornien geflogen.
Anfang Juni 1979 gab NASA-Chef Robert Frosch vor dem US-Kongress bekannt, der Jungfernflug sei in das nächste Jahr verschoben worden – nannte jedoch kein Datum. Anlässlich einer Anhörung drei Wochen später wurde er gegenüber einem Senatsausschuss konkreter: Ende März 1980 sei der frühestmögliche Termin, ein Start Ende Juni aber wahrscheinlicher.

### Zweifel an den Hitzeschutzkacheln
John Yardley, der Leiter des Shuttle-Programms, erklärte im September 1979, die NASA hätte Zweifel an der Haftfähigkeit der an der Columbia angebrachten Hitzeschutzkacheln. Daraufhin wurden umfangreiche Belastungstests angeordnet. Man war während der Klebearbeiten in der OPF im Juni auf dieses Problem aufmerksam geworden. Anfang Oktober wurde mit der Überprüfung eines Drittels der Columbia-Kacheln begonnen. Um die empfindlichen Glasfaserplatten nicht zu beschädigen, bestand der Test im Wesentlichen aus einer Akustikanalyse. Mikrofone zeichneten den entstehenden Schall auf, wenn versucht wurde, die Kacheln vom Orbiter zu lösen. Zusätzlich wurden Düsenflugzeuge mit Kacheln bestückt und extreme Manöver geflogen. Die dabei aufgetretenen Belastungen lagen weit über den für einen Shuttle-Flug berechneten.
Ein weiterer Rückschlag in der Vorbereitung auf den ersten Shuttle-Flug ereignete sich am 4. November 1979: Bei einem Probelauf von drei Testaggregaten der SSME-Haupttriebwerke (Space Shuttle Main Engine) brach die Treibstoffleitung in einem der Motoren. Als Folge wurden vorsorglich alle bereits installierten Triebwerke aus der Columbia ausgebaut und der Termin des Jungfernflugs in den Sommer 1980 gerückt. Die SSME-Testreihe konnte erst nach anderthalb Monaten wieder aufgenommen werden.

### Die erste Simulation
Mitte Dezember 1979 fand am KSC die erste groß angelegte Simulation statt. An dem sogenannten Orbiter Integration Test nahmen neben den Flug- und Ersatzbesatzungen ungezählte Techniker, Ingenieure und Kontrolleure am Startplatz sowie im Johnson Space Center in Houston, Texas teil. Abwechselnd spielten die beiden Mannschaften, im Cockpit sitzend, mehrere Start-, Missions- und Landeszenarien durch. Erfolgreich wurde während fünf Simulationsläufen innerhalb von vier Wochen das Zusammenwirken verschiedener Untersysteme des Orbiters, Programmteile der Bordcomputer sowie von Orbiter und Kontrollzentrum demonstriert. Die Columbia befand sich zu dem Zeitpunkt in der OPF.
Vor dem Wissenschaftsausschuss des US-Repräsentantenhauses musste NASA-Direktor Frosch Ende Januar 1980 einräumen, dass das Kachelproblem den Shuttle-Jungfernflug weiter verzögere. Als neuen Zeitraum nannte er den 30. November 1980 bis 31. März 1981.

### Weitere Arbeiten
War zu Beginn des Jahres 1980 von den Verantwortlichen noch davon ausgegangen worden, bis zum August den Hitzeschild fertiggestellt zu haben, gab die NASA im Mai überraschend weitere Arbeiten bekannt. Man habe entschieden, neben den bereits neu geklebten Kacheln auch alle anderen abzunehmen und wieder anzubringen, die die Belastungstests bestanden hatten. Deshalb sei der Erstflug der Columbia frühestens im März 1981 möglich.
Erst zwei Wochen zuvor hatte die NASA erklärt, wegen der am KSC vorgenommenen Modifikationen die drei Haupttriebwerke nach Mississippi zu schicken, um sie dort neuerlichen Testläufen zu unterziehen. Danach wurden die Motoren zum KSC zurückgeschickt und im Juli wieder in die Columbia eingebaut. Auf den NASA-Testständen in Mississippi wurden die Zertifizierungsprobeläufe fortgesetzt und konnten Anfang Dezember 1980 abgeschlossen werden.

### Montage und Rollout
Ende November 1980 waren die Vorbereitungen abgeschlossen und die Columbia wurde von der Orbiter Processing Facility in das riesige VAB gebracht. Dort wurde sie mit dem weißen Außentank – er wurde im Juli 1980 geliefert – sowie den beiden Feststoffboostern verbunden und auf eine Startplattform gestellt.

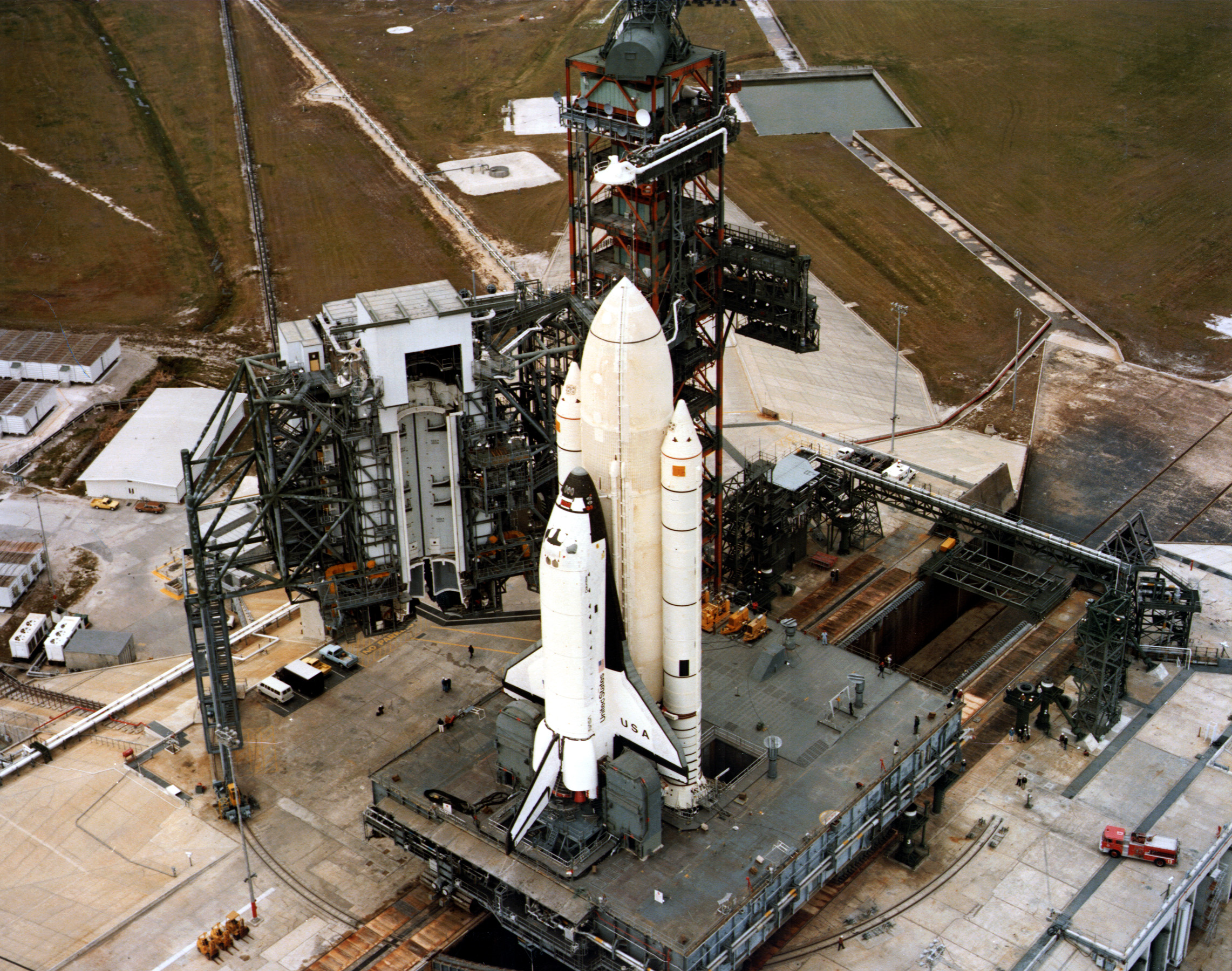
Columbia wird zur Startrampe gefahren

Das gesamte Gespann wurde am 29. Dezember 1980 vom VAB zur 5,6 Kilometer entfernten Startrampe 39A gerollt. Nach den Neujahrsfeiertagen begannen die Techniker der NASA mit den Vorarbeiten für den bevorstehenden Probelauf der drei Haupttriebwerke (SSMEs). Diese 20-sekündige Zündung der SSMEs war für den 13. Februar 1981 geplant, musste zunächst um drei Tage verschoben werden und fand schließlich am 20. Februar statt. Die Astronauten waren während des so genannten Flight Readiness Firings nicht an Bord.
Eine Countdown-Übung am 19. März verlief ebenfalls erfolgreich, jedoch gab es im Anschluss daran einen tödlichen Unfall. Nach der Beendigung nahmen sechs Ingenieure einige Arbeiten in der hinteren Sektion des Orbiters vor. Zur Vermeidung von Feuer war diese ausschließlich mit reinem Stickstoff gefüllt, den alle Männer einatmeten. Obwohl sie umgehend ins Krankenhaus gebracht wurden, starb ein Techniker noch am selben Tag, ein anderer eineinhalb Wochen später.

## Missionsverlauf

### Erster Startversuch, 10. April 1981

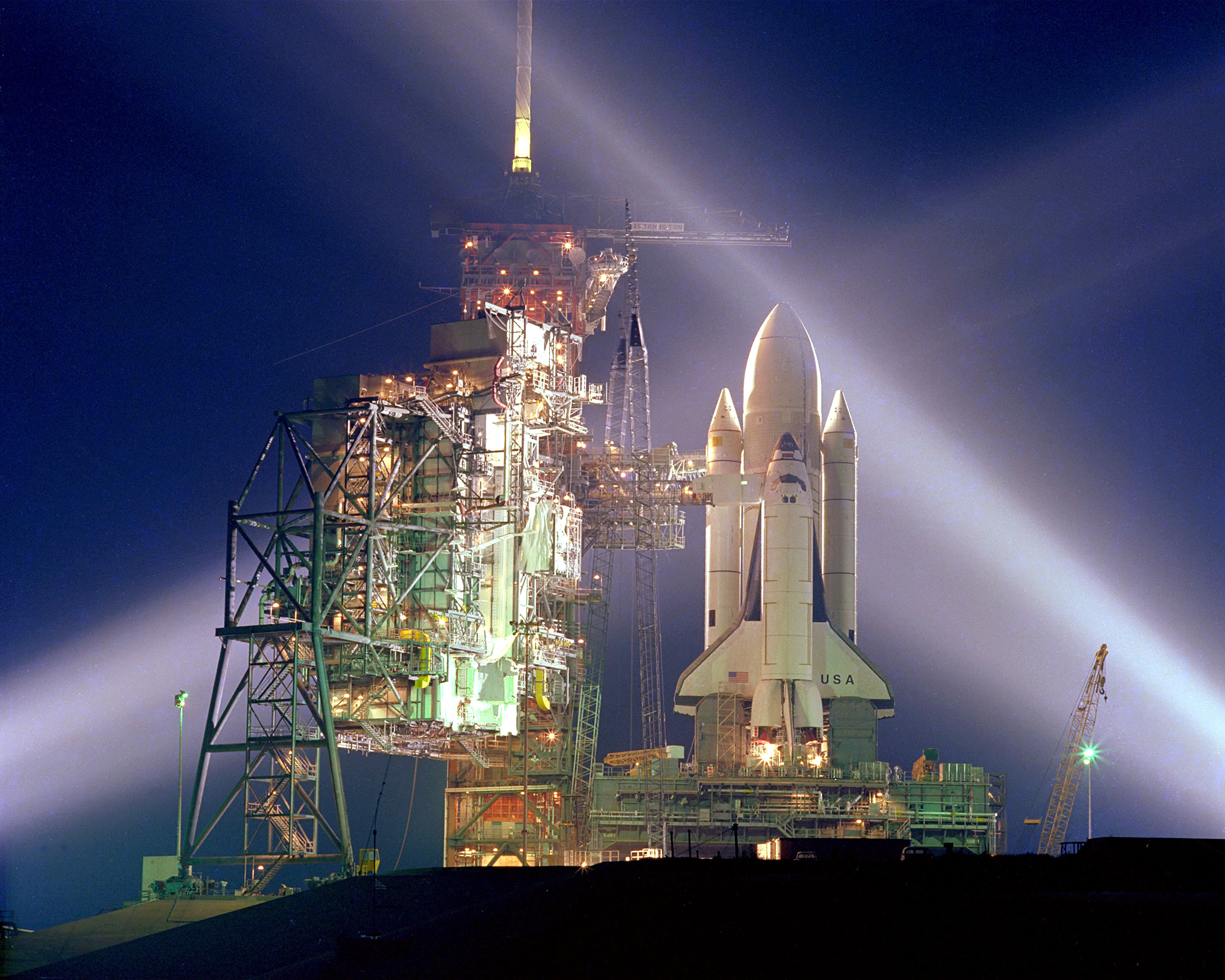
Nachtaufnahme der Columbia vor ihrem Jungfernflug

Zu Beginn des Jahres 1981 galt der 17. März als Starttermin des ersten von vier geplanten OFT-Erprobungsflügen (Orbital Flight Tests). Eine Probebetankung des Außentanks Ende Januar hatte große Teile von dessen Schaumstoffisolierung abplatzen lassen. Das erneute Aufbringen an der Rampe erforderte zwei Wochen Zeit. Deshalb wurde Anfang Februar als neues Startdatum der 5. April um 11:53 UTC genannt. Ende März, eine Woche nach dem Probe-Countdown, setzte die NASA den 10. April für STS-1 fest.
Der 73-stündige Countdown, der erste in der Shuttle-Geschichte, begann am 6. April um 04:30 UTC.
Die Vorbereitungen verliefen die nächsten Tage ohne nennenswerte Probleme. Das änderte sich, als am 10. April der Countdown in seine entscheidende Phase trat. Die beiden Astronauten (John Young, der erfahrenste Raumfahrer, den die NASA in ihren Reihen hatte, und Neuling Bob Crippen) lagen in der Kanzel des Orbiters in den Sitzen und waren von ihrem Kollegen Ellison Onizuka verabschiedet worden, der ihnen beim Einsteigen geholfen hatte. Als Startzeit war von der NASA 11:50 UTC festgelegt worden. Bei T−20 Minuten trat unerwartet ein Computerproblem auf, als in den fünf Hauptcomputern das Vorstartprogramm aktiviert wurde.
Das Computersystem des Shuttles besteht aus fünf baugleichen Rechnern, genannt General Purpose Computer (GPC), von denen vier als Hauptcomputer mit der PASS-Flugsoftware (Primary Avionics Software System, programmiert von IBM) geladen sind und die fünfte Einheit mit dem BFS-Ersatzprogramm (Backup Flight Software, programmiert von Rockwell). Alle fünf tauschen während des Fluges untereinander ständig Daten aus. So kann der Ersatzrechner bei einem Ausfall sofort den Platz eines Hauptcomputers übernehmen.
Das Problem äußerte sich darin, dass sich der „Reservist“ nicht mit den Hauptrechnern verstand. Zunächst war man der Meinung, das BFS wäre fehlerhaft (PASS und BFS waren nie zuvor gemeinsam getestet worden). Bei T-9 Minuten, als um 11:31 UTC der Countdown zum letzten Mal planmäßig angehalten wurde, zeigte sich, dass die GPCs ihre Daten nicht synchron austauschten: Zwischen Nr. 5 und den anderen bestand eine Differenz von 40 Millisekunden. Zwei Teams im Missionskontrollzentrum in Houston (Texas) arbeiteten an dem Problem, konnten aber eine Lösung erst nach dem Ablauf des sechseinhalbstündigen Startfensters präsentieren. Deshalb musste der Start auf den übernächsten Tag verschoben werden. Ursache der GPC-Störung war eine etwas zu grobe Toleranzschwelle des Taktgebers in den PASS-Rechnern.

### Start und erster Flugtag, 12. April 1981
Am 12. April, dem 20. Jahrestag der bemannten Raumfahrt (Wostok 1), wollte die NASA um 12:00 UTC starten. Wie zwei Tage zuvor waren die meteorologischen Voraussetzungen  bestens: 21 Grad Celsius bei 55 Prozent Luftfeuchtigkeit. Die vorhandenen Wolken und Wind konnten ebenfalls als mögliche Risikofaktoren ausgeschlossen werden. Zweieinhalb Stunden vor dem Start hatten Kommandant Young und Pilot Crippen den Orbiter bestiegen.

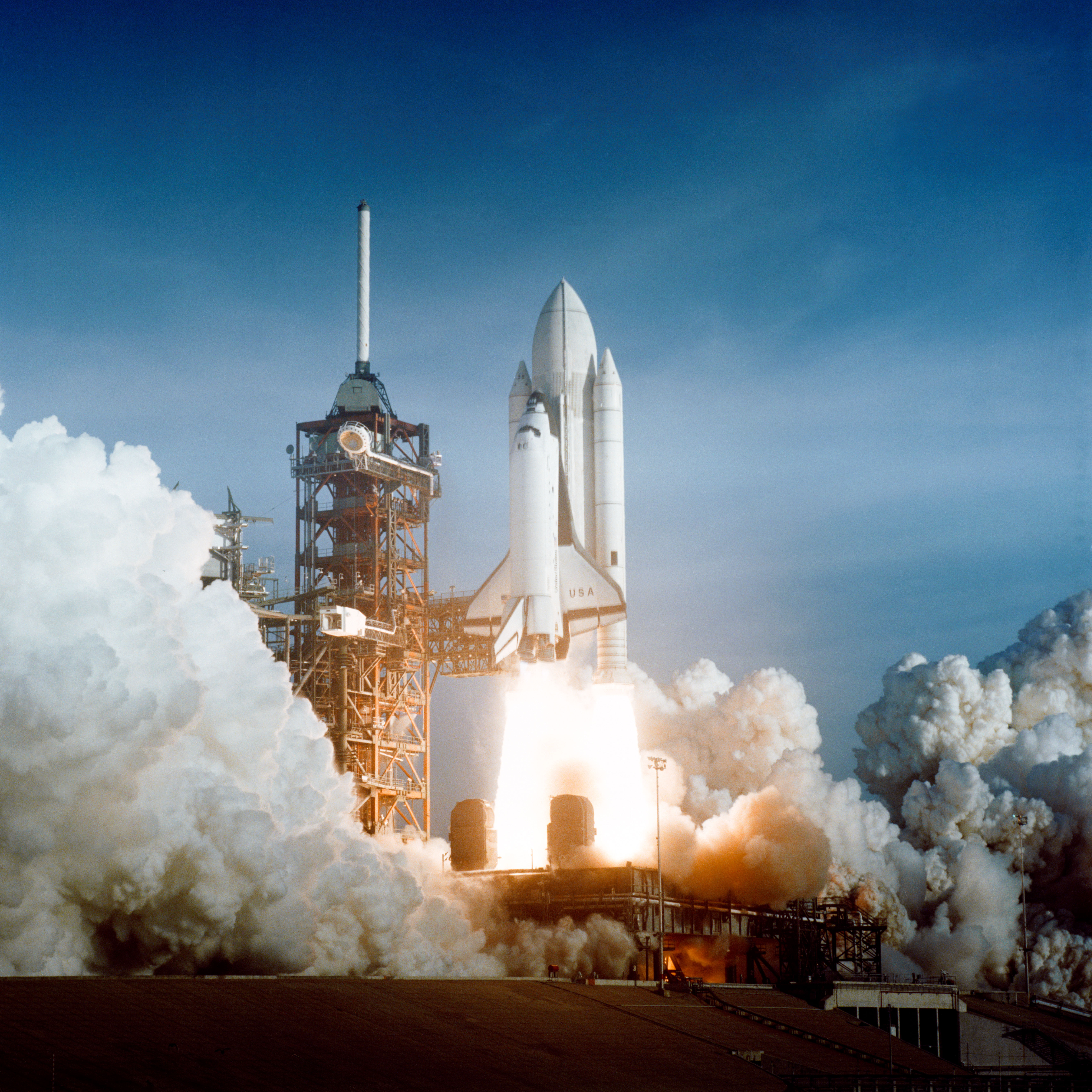
Start der Columbia

Es gab diesmal keine Verzögerungen im Countdown, und die Columbia hob pünktlich um 12:00 UTC von der Startrampe 39A des KSC ab, wo sie seit dreieinhalb Monaten stand. Wie geplant wurden die beiden Feststoffraketen – STS-1 war der erste Einsatz von feststoffgetriebenen Raketen im bemannten Raumfahrtprogramm – zwei Minuten nach dem Start (Höhe: 53,0 Kilometer) abgeworfen. Die drei Haupttriebwerke wurden um 12:08 UTC in einer Höhe von 118,3 Kilometern abgeschaltet. Nach zwei Zündungen der OMS-Manövriertriebwerke (Orbital Maneuvering System) war eine Kreisbahn in rund 245 Kilometern Höhe erreicht.
Erster großer Test war die Funktionstüchtigkeit der beiden 15 Meter langen Tore, die die Ladebucht verschließen. An der Innenseite befinden sich Radiatoren, die die im Shuttle produzierte Wärme in den Weltraum abstrahlen. Hätten sie sich nicht öffnen lassen, hätte die Mission sofort abgebrochen werden müssen. Crippen konnte eineinhalb Stunden nach dem Start die Nutzlastbuchttüren problemlos öffnen.
Nach einer Flugzeit von sieben Stunden wurde die Umlaufbahn auf knapp 280 Kilometer angehoben. Danach stand der Einsatz der Lageregelungstriebwerke (Reaction Control System, kurz RCS) auf dem Programm. Der Orbiter ist mit 38 dieser RCS-Düsen ausgestattet. Die Astronauten berichteten, dass sich die Columbia präzise steuern ließ. Das Zündungsgeräusch verglichen sie mit einer in der Ferne abgefeuerten Haubitze.
13 Stunden nach dem Start, am 13. April um 01:00 UTC, sah der Flugplan eine knapp achtstündige Schlafperiode vor. Allerdings waren Young und Crippen noch so aufgeregt, dass sie noch eine ganze Zeit aus den Fenstern sahen, bevor sie schlafen konnten.

### Zweiter Flugtag, 13. April 1981
Die Astronauten wurden mit einem Song geweckt, den der Techniker Jerry Rucker von der Herstellerfirma des Außentanks Martin Marietta geschrieben hatte. Der Country-Song „Blast Off Columbia“ war der erste Wake-Up-Call des Shuttle-Programms. Interpretiert wurde er von Roy McCall & Southern Gold, ausgesucht hatte ihn Astronautenkollege Richard Truly.
Nach dem Aufstehen wurden die RCS-Tests fortgesetzt, gefolgt von einem kurzen Frühstück. Anschließend sollten vorübergehend die beiden Tore des Frachtraums geschlossen werden. Die Techniker wollten wissen, ob sich die langen Türen eventuell verzogen hatten. Young und Crippen konnten Entwarnung geben.
Wegen der historischen Bedeutung dieses Fluges stand im weiteren Verlauf ein Gespräch mit US-Vizepräsident George H. W. Bush auf dem Programm. Dieser beglückwünschte die beiden Astronauten und erklärte, dass dieser Flug das Land voranbringen werde.
Die nächsten Stunden verbrachten Young und Crippen mit einem Reparaturversuch. Die Flugkontrolleure hatten zuvor festgestellt, dass einer der Datenrekorder defekt war. Er gehörte zum DFI-Flugüberwachungssystem, das wichtige Daten über den technischen Zustand der Raumfähre und den Flugverlauf aufzeichnete. Jeder der drei DFI-Rekorder hatte eine Bandkapazität von sechs Stunden. Ein Gerät war auf Dauerbetrieb gegangen und ließ sich nicht mehr abschalten. Dies bedeutete, essentielle Informationen vom Landeanflug hätten für eine Auswertung nicht zur Verfügung gestanden, weil das Magnetband bereits vor dem Wiedereintritt sein Ende erreicht hätte.
Die Ingenieure baten deshalb die Flugleitung, eine unvorhergesehene Reparatur anzuordnen, um den defekten Rekorder durch ein an Bord befindliches Ersatzgerät auszutauschen. Der Flugdirektor willigte ein. Young und Crippen wurde das nötige Vorgehen erklärt. Gegen 22:45 UTC machten sie sich an die Arbeit. Das betreffende Gerät war über das Mitteldeck zu erreichen. Dazu mussten zwei Verkleidungsbleche entfernt werden, die mit zwei Dutzend Schrauben befestigt waren. Die veranschlagten anderthalb Stunden waren lange vorbei, als Crippen das Kontrollzentrum informierte, dass die Schrauben dermaßen festgezogen seien, dass sie erst etwa die Hälfte gelöst hätten. Resignierend fügte er hinzu, dass er bezweifele, die Schrauben selbst auf der Erde lösen zu können. Houston ließ darauf die Reparatur abbrechen.

### Dritter Flugtag und Landung, 14. April 1981

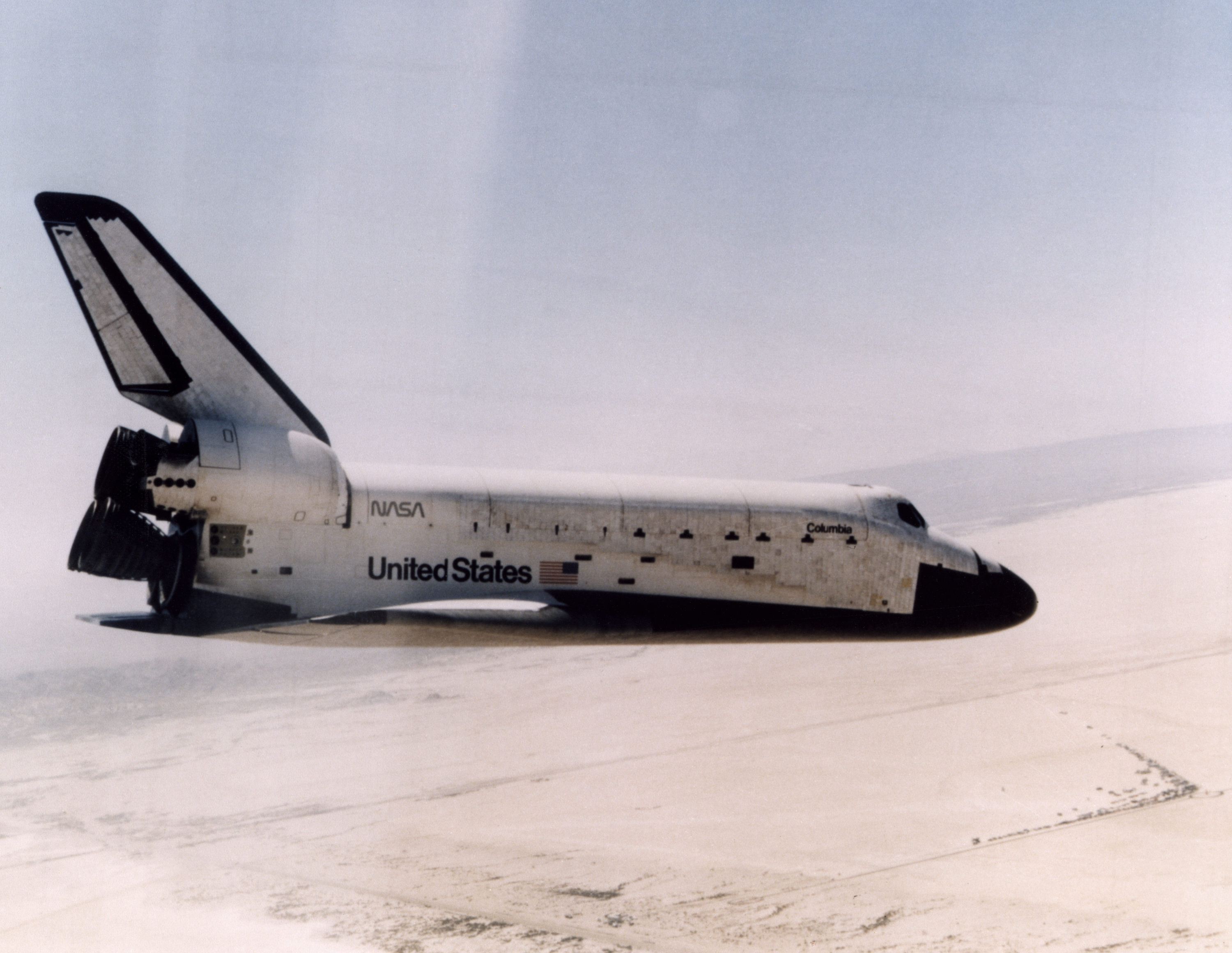
Landeanflug der Columbia

Die zweite und letzte Nacht im Orbit verlief im Gegensatz zur ersten etwas turbulenter. Am 14. April gegen 04:00 UTC weckte ein Alarm die Astronauten. Eine der drei Hilfskraftanlagen (Auxiliary Power Units, kurz APUs), die den Hydraulikdruck für die bei der Landung erforderlichen Ruderflächen erzeugen, zeigte eine zu geringe Betriebstemperatur. Das Problem wurde durch Zuschalten der Heizung gelöst. Danach konnten Young und Crippen noch ein paar Stunden schlafen. Geweckt wurden sie offiziell um 08:41 UTC. Zu dem Zeitpunkt waren sie jedoch schon längst wach.
Noch immer bereitete die APU, die in der Nacht für Aufregung gesorgt hatte, Sorgen. Sie kühlte zu stark aus. Es war zu befürchten, dass sie sich später nicht einschalten lassen würde. Eine Raumfähre braucht zur Landung zwei betriebsbereite APUs.

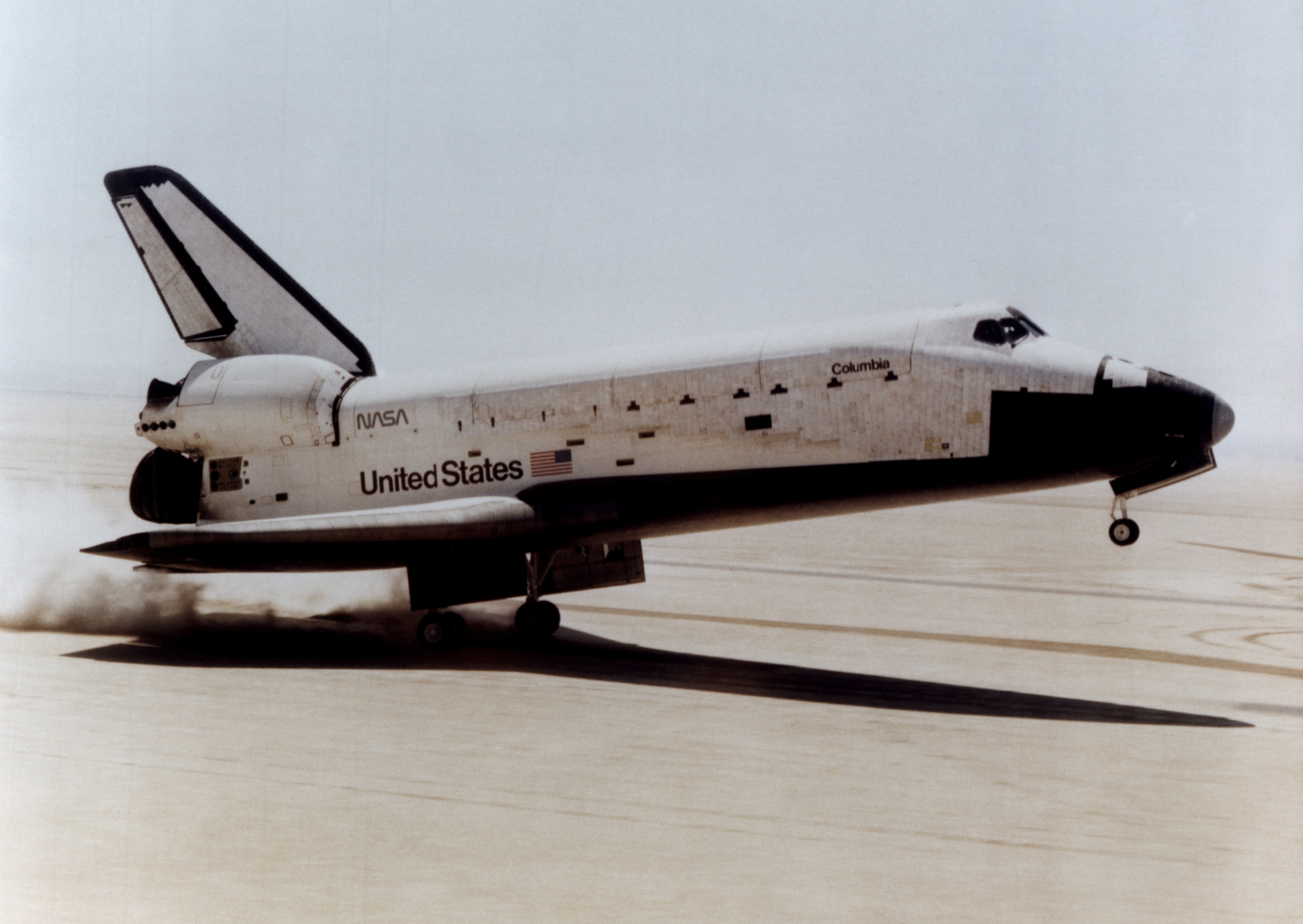
Landung auf der Luftwaffenbasis Edwards

Nach dem Frühstück justierte Young die drei IMU-Trägheitsmesser (Inertial Measurement Units) des Orbiters für die Landung. Sie sind Teil des Navigationssystems und versorgen es mit Daten zur Lage und des Beschleunigungsvektors der Fähre. Anschließend wurden noch einige RCS-Tests absolviert, bevor man mit den Landevorbereitungen begann.
Alles nicht Erforderliche wurde wieder verstaut, die Cockpitsysteme wurden überprüft und überflüssige Geräte abgeschaltet. Gegen 14:30 UTC, vier Stunden vor der Landung, wurden die Ladebuchttore geschlossen.
Die Crew erhielt aus Houston grünes Licht für den Wiedereintritt. Daraufhin drehte Kommandant Young das Heck der Columbia in Flugrichtung und zündete um 17:21 UTC die beiden OMS-Triebwerke für zweieinhalb Minuten. Die daraus resultierende Geschwindigkeitsverringerung von 326 Kilometern pro Stunde reichte aus, dass die Raumfähre ihre Umlaufbahn verlassen konnte.
Alle drei APUs arbeiteten wie erwartet. Die auffällig gewordene Einheit hatte man vor allen anderen gestartet, um deren Verhalten zu beobachten. Sicherheitshalber wurde die Hauptarbeit während der gesamten Mission von zwei APUs übernommen, damit man beim Ausfall einer Einheit auf die dritte zurückgreifen konnte.
Die Landebahn des Kennedy-Raumfahrtzentrums in Florida hat eine Länge von viereinhalb Kilometern. Für die vier OFT-Flüge sollte deshalb auf dem weiten Gelände der Edwards Air Force Base (ein getrockneter Salzsee im Norden von Los Angeles) gelandet werden. Die Bahnen dort sind großzügiger dimensioniert und verzeihen Pilotenfehler besser.
Von Edwards stiegen vier Flugzeuge auf, die die Columbia abfangen sollten, um Young und Crippen mit Informationen für den Abstieg zu versorgen und die Raumfähre zu filmen. Zusätzlich überwachte eine weitere Maschine das Wetter.
Vom Pazifik kommend, steuerte die Columbia die Westküste der USA an. In 58 Kilometern Höhe flog sie in Kalifornien ein. Um die Geschwindigkeit zu verringern, beschrieb die Fähre ein halbes Dutzend S-Kurven. Zuletzt segelte der Orbiter in östlicher Richtung über Edwards hinaus, trat in eine Linkskurve ein und ging wie vorgesehen antriebslos auf der Landebahn 23 nieder. Eineinhalb Minuten vor der Runway, in rund vier Kilometern Höhe, befand sich Columbia nach der letzten S-Kurve genau in der Verlängerung der Bahn. Mit 352 Kilometern pro Stunde setzte die Fähre um 18:21 UTC mit dem Hauptfahrwerk auf der Piste auf. 944 Meter und zehn Sekunden später setzte das Bugrad auf. Nach 2.741 Metern kam Columbia eine Minute später zum Stehen.

## Nach der Landung

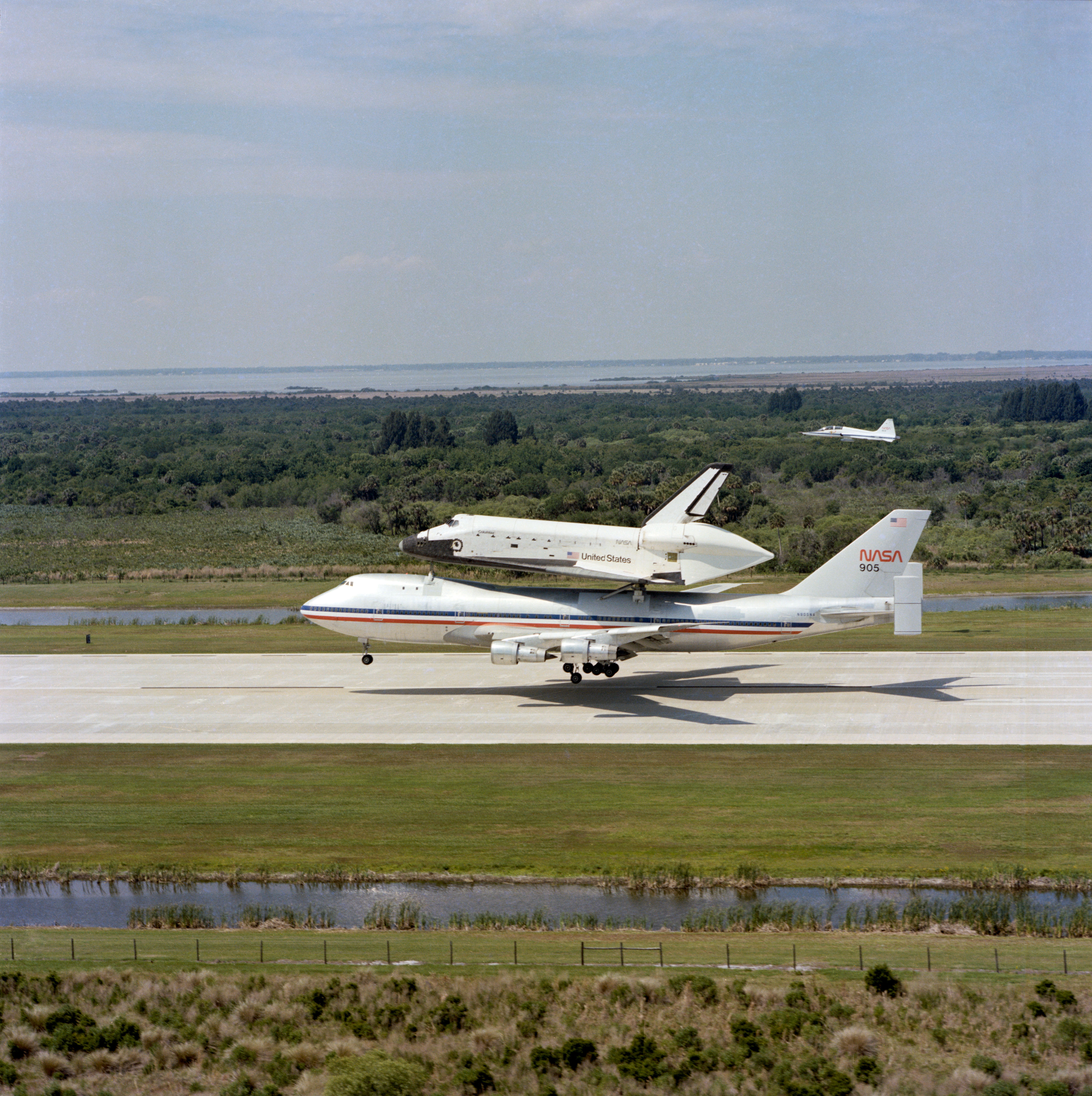
Die Columbia kehrt nach Florida zurück

Zwei Dutzend Fahrzeuge näherten sich der Raumfähre. Die giftigen Gase der Triebwerke mussten abgesaugt und die Fähre gekühlt werden. Young und Crippen nahmen die letzten Checks vor, schalteten die Systeme aus und verließen eine Stunde nach dem „Touchdown“ den Orbiter.
Eine eingehende Inspektion ergab, dass während des Fluges 247 der rund 31.000 Hitzeschutzkacheln beschädigt worden waren. Die meisten Defekte an der Unterseite waren durch hochgeschleuderte Steinchen auf der Piste verursacht worden. 16 Stück waren sogar abgefallen.
Zur Vorbereitung für ihren nächsten Flug wurde die Columbia zwei Wochen später mit Hilfe einer umgebauten Boeing 747, dem Shuttle Carrier Aircraft, zurück nach Florida geflogen. Am 21. April traf die Columbia nach einer Übernachtung in Oklahoma wieder am Startplatz in Florida ein.
Einen Monat nach dem Flug wurde John Young als siebter Astronaut überhaupt mit der Congressional Space Medal of Honor des US-Kongresses durch Präsident Ronald Reagan geehrt. Auch Pilot Robert Crippen erhielt diese Auszeichnung – allerdings ein Vierteljahrhundert später. Ihm wurde die Ehrenmedaille des Kongresses anlässlich des 25. Jubiläums im April 2006 durch George W. Bush überreicht.

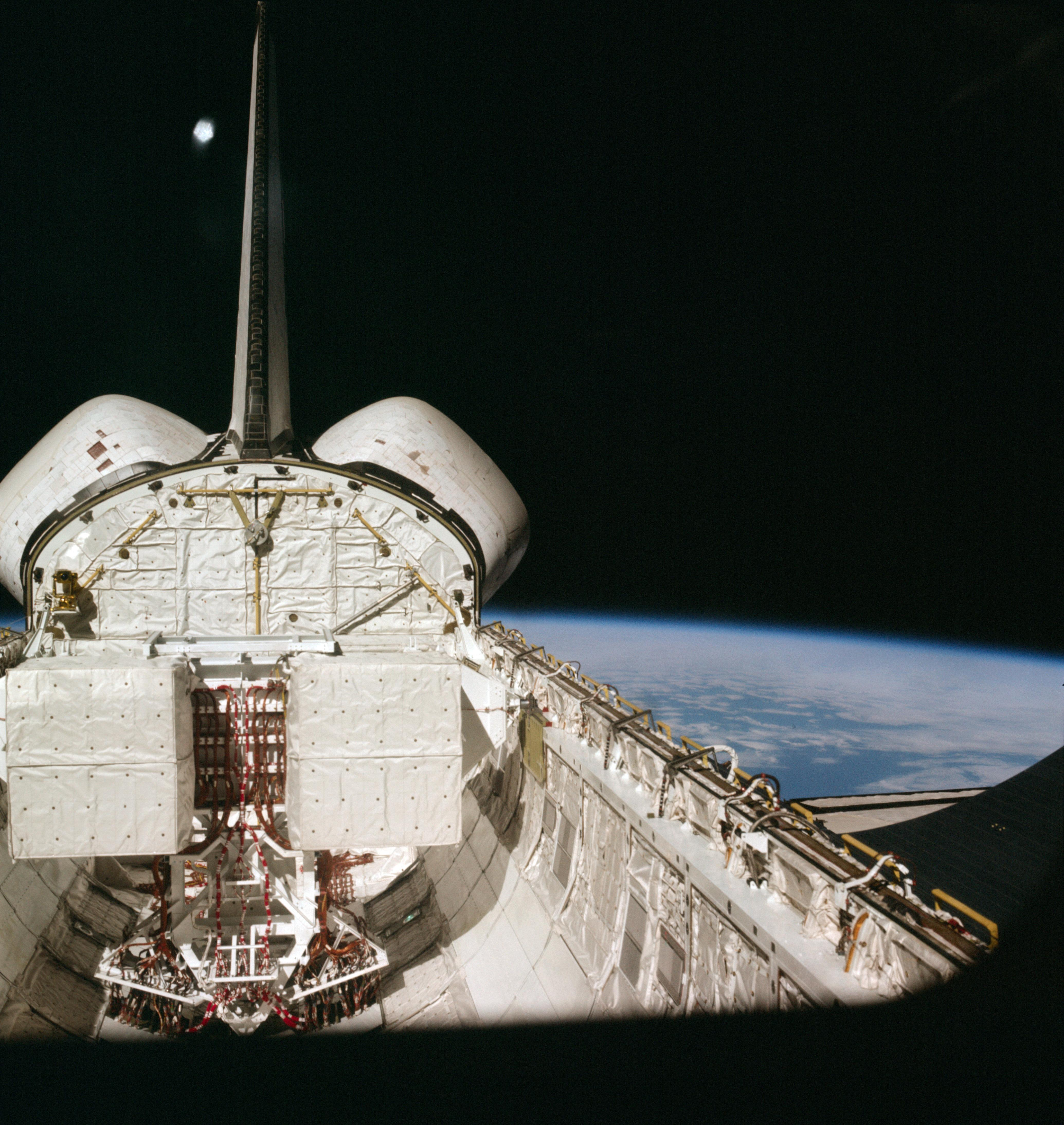
Fehlende Hitzeschutz-Kacheln an den OMS-Pods (links und rechts des Seitenruders)

Die Mission wurde 1982 in einem IMAX-Dokumentationsfilm mit dem Namen Hail Columbia weltweit in die IMAX-Kinos gebracht und später auch als DVD veröffentlicht.

## Analysen und Konsequenzen nach der Mission
- Der Schalldruck während des Starts war größer als vorhergesehen, das Hydrauliksystem der Columbia wurde über seine Grenzen hinaus beansprucht. John Young erklärte später, dass er und sein Pilot das Shuttle nach dem Wiedereintritt noch vor der Landung per Schleudersitz verlassen hätten, wenn sie denn über diese Probleme informiert gewesen wären. Das Sound Suppression System, also die Unterdrückung des Schalls, wurde anschließend erweitert.
- Im Orbit wurden mehrere fehlende Hitzeschutz-Kacheln auf der Oberseite des Orbiters entdeckt. (Eine Untersuchung der Unterseite während des Flugs war nicht vorgesehen.)
- Auf der Unterseite des Shuttles schmolzen beim Wiedereintritt einige Bereiche bis zur Aluminium-Struktur.

Dies waren nur einige Probleme, der NASA-Report STS-1 zeigt einige mehr.